# جيم جوردن (سياسي)
جيم جوردن هو سياسي كندي، ولد في 2 سبتمبر 1928 في كندا، وتوفي في 18 سبتمبر 2012 في بروكفيل في كندا بسبب سرطان. حزبياً، نشط في الحزب الليبرالي الكندي. وقد انتخب عضو مجلس العموم الكندي.